# Sodomie

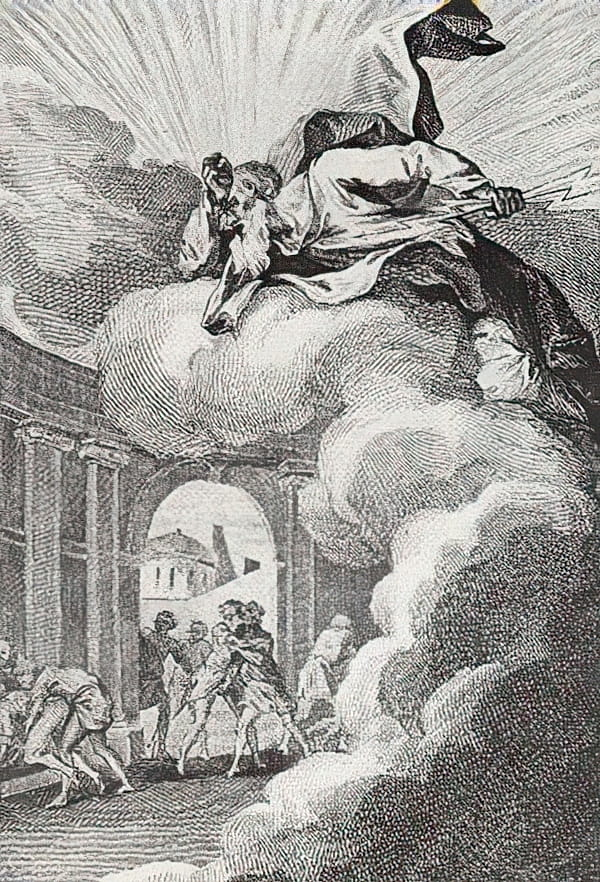
François Elluin, Sodomité provokují hněv Boha, z "Le pot pourri de Loth" (1789).

Sodomie je původně náboženský termín, který označuje společensky neakceptované sexuální chování, např. orální sex, anální sex, stejnopohlavní sexuální styk či sexuální styk se zvířaty (posledně jmenovaný byl též nazýván bestialitou); zejména dříve se užíval i v právu jako označení druhu trestného činu.

## Původ slova
Slovo sodomie je odvozeno od názvu biblického města Sodomy, které podle knihy Genesis Hospodin zničil pro hanebné chování jeho obyvatel. Podle Gn 19, 5 (Kral, ČEP) chtěli sodomští muži sexuálně zneužít hosty, což bylo hned dvojí těžké provinění – proti sexuální morálce i pohostinství.

## Význam
Definice sodomie se v průběhu doby měnila, termín vždy označoval některé druhy sexuálního chování, jež nemohou vést k početí, a proto byly či jsou považovány za nepřirozené.[zdroj?] Někdy se termín používá jen pro označování jednoho konkrétního způsobu chování (např. stejnopohlavní sexuální styk mezi muži, sexuální styk se zvířaty), jindy označuje souhrn různých praktik (včetně například orálně-genitálního či análně-genitálního styku).
Tradiční katolická mravouka rozlišovala dva druhy sodomie. Sodomia perfecta („sodomie dokonalá") označovala soulož dvou osob stejného pohlaví (muže s mužem nebo ženy s ženou). Sodomia imperfecta („sodomie nedokonalá") označovala případy, kdy spolu sice souložily osoby různého pohlaví, ale takovým způsobem, aby nemohlo dojít ke zplození dětí. Oba druhy sodomie byly považovány za těžký hřích. Souloži člověka se zvířetem se v katolické mravouce neříkalo sodomie, ale bestialitas.

## Sodomie v trestním právu
V některých právních systémech minulosti i současnosti byla či je sodomie trestná. V Evropě je vesměs termín považovaný za zastaralý, avšak například v zákonech některých států USA zůstala jako právní termín dosud. Ve středověké a raně novověké Evropě hrozil za sodomii až trest smrti. Běžným způsobem provedení trestu bylo upálení, Marie Terezie zavedla za sodomii popravu stětím. Trest smrti za sodomii zrušil zákoník Josefa II. Constitutio Criminalis Josephina z roku 1787.